# Abacoproeces molestus
Abacoproeces molestus là một loài nhện trong họ Linyphiidae. Chúng được Konrad Thaler miêu tả năm 1973.